# Paullinia tumbesensis
Paullinia tumbesensis är en kinesträdsväxtart som beskrevs av D. Simpson. Paullinia tumbesensis ingår i släktet Paullinia och familjen kinesträdsväxter. Inga underarter finns listade i Catalogue of Life.